# MN 7. Gépesített Lövészhadosztály
A Magyar Néphadsereg 7. Gépesített Lövészhadosztály a Magyar Néphadsereg első lépcsős alakulata volt 1957 és 1987 között Kiskunfélegyháza helyőrségben.

## Története
A 7. Gépesített Lövészhadosztály jogelődjét, a 27. lövészhadosztályt az 1950-es években hozták létre.
1961-ben a 7. Gépkocsizó Lövészhadosztály az 5. Hadsereg alárendeltségébe került. Dél-alföldi elhelyezkedése miatt a magasabbegységet "sivatagi hadosztálynak" is szokták nevezni. 1973-ban a gépkocsizó megnevezés gépesítettre változott, mivel az alakulatok átfegyverezésre kerültek PSZH-ra. Az 1980-as években az egyes gépesített lövészezredek lecserélték a PSZH-kat BMP-1-re
1987. márciusától a RUBIN-feladatnak megfelelően a 7. Gépesített Lövészhadosztály felszámolásra került. Megmaradt alakulatait ketté osztották a 2 Gépesített Hadtest és a 3. Gépesített Hadtest között.

## Magasabbegység alakulatai

### 1957-ben alárendelt alakulatok
- MN 5. Lövészezred - Mezőtúr
- MN 62. Lövészezred - Hódmezővásárhely
- MN 10. Tüzérezred - Kiskőrös
- MN 24. Harckocsi Ezred - Kalocsa
- MN 21. Páncéltörő Tüzérosztály - Szeged
- MN 102. Légvédelmi Tüzérosztály - Jánoshalma
- MN . Műszaki Zászlóalj - Csongrád
- MN 36. Híradó Zászlóalj - Kiskunfélegyháza
- MN 42. Felderítő Század - Békéscsaba
- MN 108. Lövészezred - Baja
- MN 62. Lövészezred - Hódmezővásárhely
- MN 10. Tüzérezred - Kiskőrös
- MN 21. Páncéltörő Tüzérosztály - Szeged
- MN 102. Légvédelmi Tüzérosztály - Jánoshalma
- MN . Műszaki Zászlóalj - Csongrád
- MN 36. Híradó Zászlóalj - Kiskunfélegyháza
- MN 113. Felderítő Század - Kiskunfélegyháza

### 1961-ben alárendelt alakulatok
- MN 108. Lövészezred - Baja
- MN 37. Forradalmi Ezred - Kalocsa
- MN 53. Gépkocsizó Lövészezred - Szabadszállás
- MN 62. Gépkocsizó Lövészezred - Hódmezővásárhely
- MN 24. Harckocsi Ezred - Kalocsa
- MN . Harckocsi Felderítő Század (harcászati rakéta üteg) -
- MN 10. Tüzérezred - Kiskőrös
- MN 113. Felderítő Zászlóalj - Kiskunfélegyháza
- MN . Műszaki Zászlóalj - Csongrád
- MN 36. Híradó Zászlóalj - Kiskunfélegyháza
- MN 58. Egészségügyi Zászlóalj - Kiskunfélegyháza
- MN 21. Páncéltörő Tüzérosztály - Szeged
- MN . Légvédelmi Tüzérosztály - Jánoshalma

### 1963-ban alárendelt alakulatok
- MN 37. Forradalmi Ezred - Kalocsa
- MN 5. Gépkocsizó Lövészezred - Mezőtúr
- MN 62. Gépkocsizó Lövészezred - Hódmezővásárhely
- MN 24. Harckocsi Ezred - Kalocsa
- MN 28. Harckocsi Felderítő Század (harcászati rakéta üteg) -
- MN 10. Tüzérezred - Kiskőrös
- MN 113. Felderítő Zászlóalj - Kiskunfélegyháza
- MN . Műszaki Zászlóalj - Csongrád
- MN 36. Híradó Zászlóalj - Kiskunfélegyháza
- MN 64. Ellátó Zászlóalj - Kiskunfélegyháza
- MN 58. Egészségügyi Zászlóalj - Kiskunfélegyháza
- MN 75. Vegyivédelmi Század - Kiskunfélegyháza
- MN 21. Páncéltörő Tüzérosztály - Szeged
- MN 102. Légvédelmi Tüzérosztály - Jánoshalma

### 1977-ben alárendelt alakulatok
- MN 37. Forradalmi Karhatalmi Ezred (Gépesített Lövészezred) - Kalocsa
- MN 5. Gépesített Lövészezred - Mezőtúr
- MN 62. Gépesített Lövészezred - Hódmezővásárhely
- MN 24. Harckocsi Ezred - Kalocsa
- MN 28. Harckocsi Felderítő Zászlóalj (Harcászati Rakétaosztály) - Szentes
- MN 10. Tüzérezred - Kiskőrös
- MN 21. Páncéltörő Tüzérosztály - Szeged
- MN 102. Légvédelmi Tüzérezred - Jánoshalma
- MN 28. Műszaki Utász Zászlóalj - Csongrád
- MN 113. Felderítő Zászlóalj - Kiskunfélegyháza
- MN 36. Híradó Zászlóalj - Kiskunfélegyháza
- MN 75. Vegyivédelmi Század - Kiskunfélegyháza
- MN 7. Rádiótechnikai Század - Kiskunfélegyháza
- MN 64. Ellátó Zászlóalj - Kiskunfélegyháza
- MN 58. Egészségügyi Zászlóalj - Kiskunfélegyháza
- MN 89.Javító Zászlóalj - Kalocsa
- MN 101. Rendészeti Kommendáns Zászlóalj - Kiskunfélegyháza

## Parancsnokai
- 1957-1960 Bakonyi Sándor ezredes
- 1960-1961 Lakatos Béla ezredes
- 1961-1968 Kerekes Szilveszter ezredes
- ?-1981 Dr Simon Sándor vezérőrnagy
- 1981-1987 Orbán Károly vezérőrnagy